# Graphania gourlayi
Graphania gourlayi là một loài bướm đêm trong họ Noctuidae.